# Anhima
Anhima is een geslacht van vogels uit de familie van de hoenderkoeten (Anhimidae). Het geslacht telt één soort.

## Soorten
- Anhima cornuta – Anioema